# Jimmy Hoffa
James Riddle Hoffa (14. února 1913; nezvěstný od 30. července 1975, prohlášen za mrtvého 30. července 1982) byl americký odborový předák, prezident organizace Teamsters (1957–1971). Již od svých počátků v této organizaci byl zapleten do organizovaného zločinu. V roce 1964 byl odsouzen na třináct let vězení (odkud nadále vedl Teamsters), avšak již po necelých pěti letech byl roku 1971 propuštěn poté, co jej prezident Richard Nixon omilostnil. Dne 30. července 1975 se ztratil. K jeho vraždě se o mnoho let později přiznal jeho přítel Frank Sheeran, který jej údajně zabil z pověření nejvyšší mafie. V životopisném snímku Hoffa (1992) jej ztvárnil Jack Nicholson. Ve filmu Irčan (2019) pak Al Pacino.